# Целик (горное дело)
Целик — часть пласта (залежи) полезного ископаемого, оставляемая нетронутой при разработке месторождения. При этом, существуют методы выемки целиков.

## Характеристика
Виды целиков:
- Предохранительные (междуэтажные, междукамерные, надштрековые, подштрековые, околоштрековые) — предотвращают вредное влияние горных работ на охраняемые объекты (горные выработки, поверхностные сооружения, природные объекты). Могут сооружаться из искусственных специальных или попутных естественных материалов (бетон, ангидрит);
- Противопожарные — изолируют части шахтного поля друг от друга;
- Барьерные — предохраняют действующие горные выработки от прорыва в них поверхностных или подземных вод, газов, заиловочной пульпы из выработанного пространства или соседних выработок. Также оставляются для разделения полей соседних шахт;
- Опорные — временно удерживают породы кровли пласта или рудного тела от обрушения в выработанное пространство.

Размеры зависят от горногеологических условий, назначения объекта и рассчитываются по нормативным документам.